# Große Kirche (Burgsteinfurt)

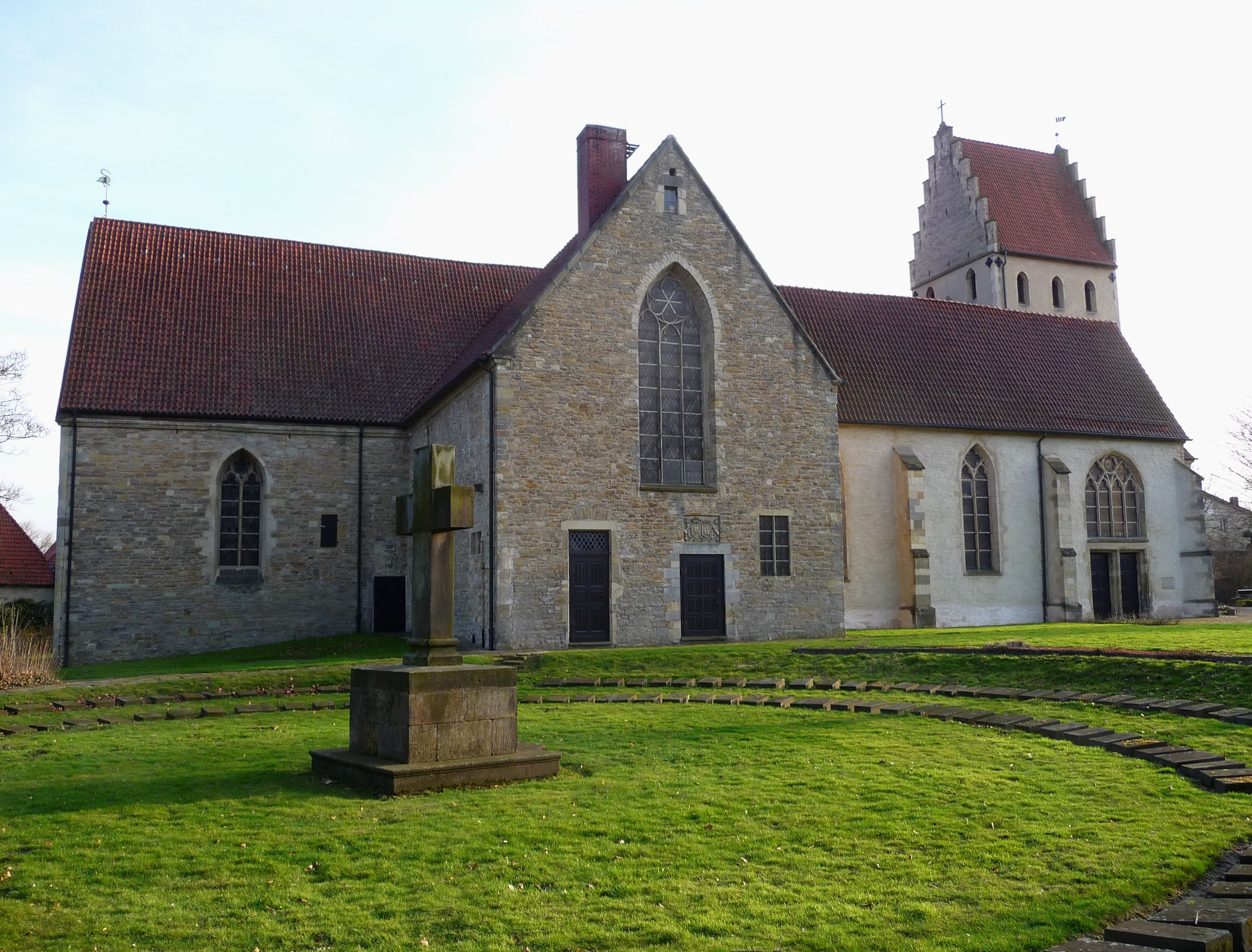
Die Große Kirche zu Burgsteinfurt

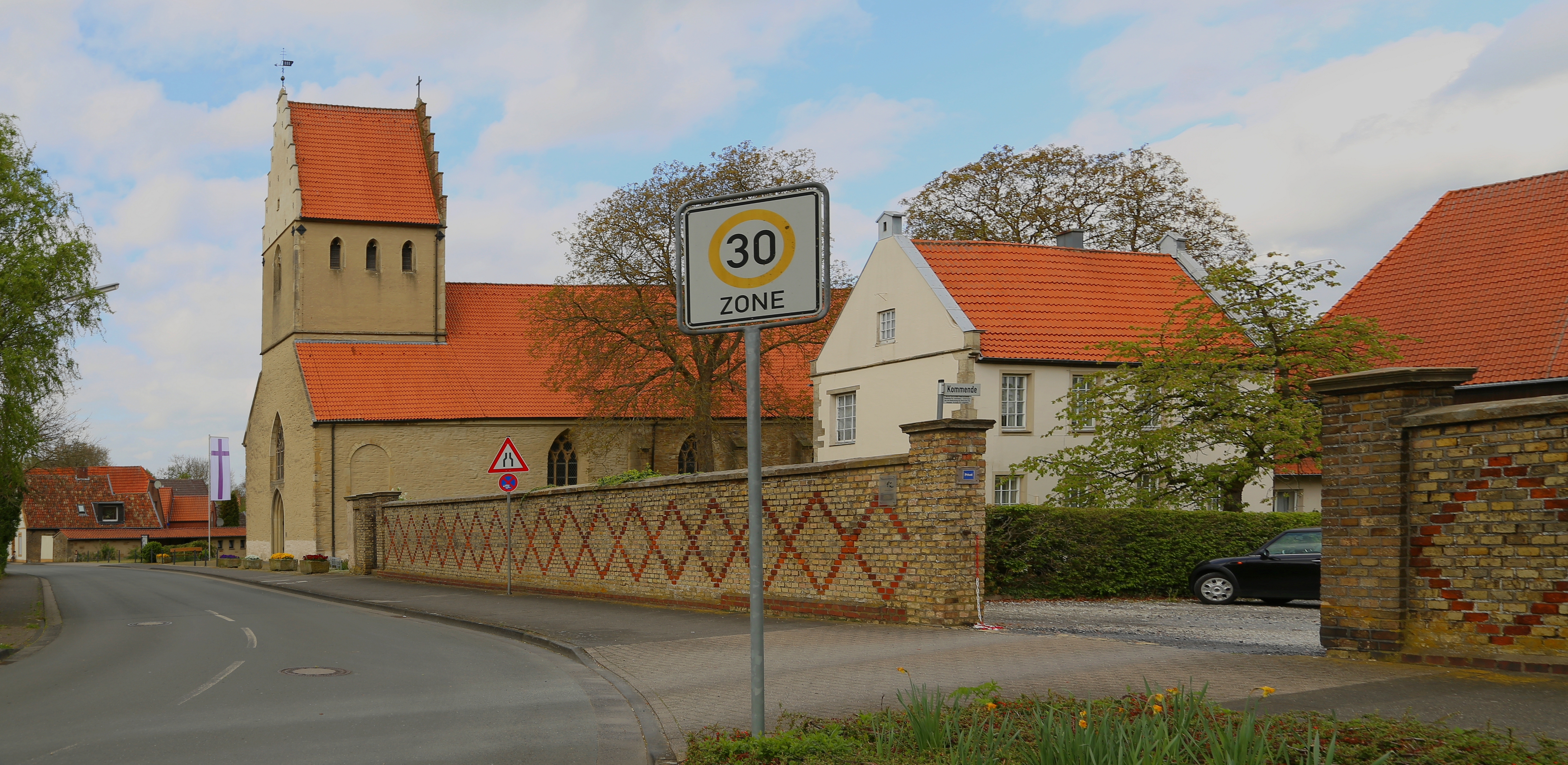
Lage der Kirche an der Kommende Steinfurt

Die Große Kirche in Burgsteinfurt ist die Hauptkirche der Evangelischen Kirchengemeinde Burgsteinfurt. Sie gehört zum Kirchenkreis Steinfurt-Coesfeld-Borken der Evangelischen Kirche von Westfalen.

## Geschichte
Die älteste Kirche Steinfurts ist außerhalb der Stadt in freiem Gelände gelegen. Sie war ursprünglich dem irischen Mönch Willibrord gewidmet, der im nördlichen Westfalen in sächsischer Zeit als Missionar tätig war.  Die Kirche steht auf Fundamenten aus vorromanischer Zeit. Im 9. Jahrhundert wurde an der Stelle der Großen Kirche eine kleine Holzkapelle errichtet. Als 1222 der Johanniterorden dort die Kommende Steinfurt unterhielt, war die Holzkirche schon der heutigen Steinkirche gewichen. Auf der Südseite der Kirche sind einige romanische Mauerreste des Vorgängerbaues zu sehen. 
Der erste evangelische Gottesdienst wurde am 25. Januar 1564 in der Großen Kirche abgehalten.
Im Frühjahr 1990 stürzte bei dem Orkan Vivian ein Teil des Turmes ein und zerstörte große Teile des alten Tonnengewölbes. Die Orgel wurde ebenfalls beschädigt. Nachdem die Schäden mit Mitteln aus einer Spendenaktion beseitigt worden waren, wurden im Dezember 1991 die Gottesdienste in der Großen Kirche wieder aufgenommen.
In Burgsteinfurt gibt es neben der Großen Kirche auch noch die ebenfalls von der Evangelischen Kirchengemeinde genutzte Kleine Kirche.

## Name
Als 1380 in Burgsteinfurt eine zweite Kirche errichtet wurde, erhielt die ältere und größere den Namen „Große Kirche“, die andere den Namen „Kleine Kirche“.

## Stil und Einrichtung
Es handelt sich im Kern um einen romanischen Bau. Später wurden einige gotische Elemente eingebaut (spitzbogige Fenster und Portale).
Bemerkenswert ist das hölzerne Tonnengewölbe – eines der ältesten seiner Art –, sowie der gotische Lettner aus dem Jahre 1487, der den Chorraum vom Kirchenraum trennt. Außerdem befindet sich in der Großen Kirche eine Barockorgel. Es gibt eine Ehrenloge für den Patron der Kirchengemeinde, den Fürsten zu Bentheim und Steinfurt und seine Familie. Die Kanzel und die Orgel kamen erst nach 1648.
Die Orgel wurde 1968 von dem Orgelbauer Alfred Führer in einem vorhandenen Orgelgehäuse aus dem Jahre 1658 erbaut. Das Schleifladen-Instrument hat 25 Register auf zwei Manualwerken und Pedal. Die Spiel- und Registertrakturen sind mechanisch.
| I Hauptwerk C–g3 |        |
| Quintade         | 16'    |
| Principal        | 08'    |
| Holzflöte        | 08'    |
| Oktav            | 04'    |
| Gemshorn         | 04'    |
| Nasatquinte      | 02 ⁄3' |
| Oktav            | 02'    |
| Mixtur V-VI      | 01 ⁄3' |
| Zimbel III       | 02⁄3'  |
| Trompete         | 08'    |

| II Rückpositiv C–g3 |        |
| Gedackt             | 08'    |
| Quintade            | 08'    |
| Principal           | 04'    |
| Gedacktflöte        | 04'    |
| Waldflöte           | 02'    |
| Nasat               | 01 ⁄3' |
| Sesquialtera II     |        |
| Scharf IV           | 01'    |
| Dulzian             | 16'    |
| Tremulant           |        |

| Pedalwerk C–f1 |        |
| Subbaß         | 16'    |
| Principal      | 08'    |
| Oktav          | 04'    |
| Nachthorn      | 02'    |
| Mixtur IV      | 02 ⁄3' |
| Posaune        | 16'    |
| Trompete       | 04'    |

- Koppeln: II/I, I/P, II/P.

Im Glockenturm der Großen Kirche hängt ein vierstimmiges Glockengeläut:
| Glocke | Gießer, Gussjahr             | Gewicht | Durchmesser | Schlagton |
| ------ | ---------------------------- | ------- | ----------- | --------- |
| 1      | Joseph Michelin, 1668        | 1750 kg | 1434 mm     | c'        |
| 2      | Glockengießerei Junker, 1949 | 1110 kg | 1252 mm     | e'        |
| 3      | Alexius Petit, 1786          | 639 kg  | 984 mm      | g'        |
| 4      | Glockengießerei Junker, 1949 | 605 kg  | 937 mm      | a'        |

## Trivia
Am 28. November 1992 übertrug die BBC eine Folge der Sendung Songs of Praise mit Liedern zum Advent aus der Großen Kirche Burgsteinfurt.